# رابین گیب
رابین هیو گیب (به انگلیسی: Robin Hugh Gibb) (زادهٔ ۲۲ دسامبر ۱۹۴۹، درگذشته ۲۰ مه ۲۰۱۲)، خواننده گروه بی جیز بود.

## فعالیت‌ها
بری، موریس و رابین گیب، در دهه هفتاد در موسیقی پاپ با ترانه‌هایی چون «عشق تو چقدر است»، «زنده ماندن» و «تب شبانه» به شهرتی جهانی رسیدند.
از ۱۹۶۸ میلادی که این سه برادر با تشکیل گروه بی‌ جیز کارشان را آغاز کردند تاکنون، بیش از دویست میلیون نسخه از آلبوم‌هایشان در جهان به فروش رسیده‌است.

## زندگی
برادران بی جیز جزیرهٔ مَن به دنیا آمدند و در شهر منچستر بریتانیا بزرگ شدند و بعدها به استرالیا نقل مکان کردند.
رابین گیب دو بار ازدواج کرد و سه فرزند از خود به جای گذاشت. موریس برادر دوقلوی رابین در سال ۲۰۰۳ بر اثر ابتلا به بیماری روده از دنیا رفت. اندی، دیگر برادر وی که عضو گروه بی جیز نبود، در سال ۱۹۸۸ بر اثر اعتیاد به مواد مخدر جان خود را از دست داد.
گیب در ماه فوریه سال ۲۰۱۲ گفته بود که وضع جسمانی او رو به بهبودی گذارده و امیدواری خود را در مورد درمان کامل از این بیماری ابراز داشته بود. پس از آن اما وضع وی بار دیگر رو به وخامت گذاشت و گیب پس از ابتلا به بیماری ذات‌الریه وارد کما شد، اما یک هفته پس از آن به هوش آمد.
خانوادهٔ رابین گیب اعلام کرد که وی ۲۰ مه ۲۰۱۲ بر اثر ابتلا به سرطان روده و کبد در سن ۶۲ سالگی در لندن چشم از جهان فرو بسته‌است.